# カンタララック郡
座標: 北緯14度38分24秒 東経104度39分0秒 / 北緯14.64000度 東経104.65000度
カンタララック郡（カンタララックぐん）はタイ東北部・シーサケート県南東部にある郡（アムプー）である。シーサケート県の郡の中では最も広い面積を持ち、クメール遺跡プラーサート・プラウィハーン（カンボジア名:プレアヴィヒア）寺院周辺国境未確定地域を含む。

## 名称
カンタララックとは、カンタラ(กันทร)が「断崖」、ラック (ลักษ์/ลักขะ)が「標識」を意味する。

## 歴史
カンタララックの旧名はムアン・ウトゥムポンピーサイといい、ムアン・クカンによって支配された。当時首都はタムボン・ウトゥムポンピーサイ郡内バーン・カントゥワットに位置していた。現在、郡庁舎はタムボン・ナムオームに置かれている。
1939年、ナムオームはカンタララックに改称された。

### 国境係争
- 1962年プラーサート・プラウィハーン事件
- 2008年 タイ=カンボジア国境係争－世界遺産登録に関する係争

## 地理
カンタララック郡に隣接する郡・州は、西から時計回りにシーサケート県のクンハーン郡、シーラッタナ郡、ベンチャラック郡、ウボンラーチャターニー県のトゥンシーウドム郡、ナムクン郡、カンボジアのプレアヴィヒア州、ウドンメンチェイ州。
カオプラウィハーン国立公園の本部オフィスが設置されており、クメール遺跡プラーサート・プラウィハーン（カンボジア名:プレアヴィヒア）寺院が公園の目玉となっている。

## 行政区分
郡は20のタムボンに分かれ、さらにその下位に273の村（ムーバーン）がある。なお、以下のタムボンのリストで欠番のタムボンは分離してベンチャラック郡となったタムボンである。
| 番号 | タムボン名                 | タイ名         |  |
| ---- | -------------------------- | -------------- |  |
| 1.   | タムボン・ブンマルー       | ตำบลบึงมะลู      |  |
| 2.   | タムボン・クットサラオ     | ตำบลกุดเสลา     |  |
| 3.   | タムボン・ムアン           | ตำบลเมือง       |  |
| 5.   | タムボン・サンメック       | ตำบลสังเม็ก      |  |
| 6.   | タムボン・ナムオーム       | ตำบลน้ำอ้อม      |  |
| 7.   | タムボン・ララーイ         | ตำบลละลาย      |  |
| 8.   | タムボン・ルン             | ตำบลรุง         |  |
| 9.   | タムボン・トラカート       | ตำบลตระกาจ     |  |
| 11.  | タムボン・チャーンヤイ     | ตำบลจานใหญ่     |  |
| 12.  | タムボン・プーグン         | ตำบลภูเงิน       |  |
| 13.  | タムボン・チャム           | ตำบลชำ         |  |
| 14.  | タムボン・クラチェーン     | ตำบลกระแชง     |  |
| 15.  | タムボン・ノーンサムラーン | ตำบลโนนสำราญ   |  |
| 16.  | タムボン・ノーンヤーラート | ตำบลหนองหญ้าลาด |  |
| 19.  | タムボン・サオトンチャイ   | ตำบลเสาธงชัย    |  |
| 20.  | タムボン・カヌン           | ตำบลขนุน        |  |
| 21.  | タムボン・スワンクルワイ   | ตำบลสวนกล้วย    |  |
| 23.  | タムボン・ウィアンヌア     | ตำบลเวียงเหนือ   |  |
| 24.  | タムボン・トゥンヤイ       | ตำบลทุ่งใหญ่      |  |
| 25.  | タムボン・プーパーモーク   | ตำบลภูผาหมอก    |  |

## 行政組織
郡内には自治体（テーサバーン）があり以下のようになっている。
- テーサバーンタムボン・ムアンカンタララック－（タムボン・ナムオームとタムボン・ノーンヤーラートの一部を統合）
- テーサバーンタムボン・スワンクルワイ－（タムボン・スワンクルワイの全域）

また各タンボン毎に19のタムボン行政体（オンカーンボーリハーンスワンタムボン）がある。

## 経済
郡内の農地面積は、413,512ライ。重要農産物は、米、とうもろこし、にんにく、アカバナトゲアオイ、キャッサバ、ドリアン、タマリンド、リュウガン、マンゴー、グアバ、ゴム。工場は郡内に73箇所。

## 危機対応・安全保障
- 第3管区地方警察 4署
- 国境警備警察 第224部隊 1個中隊
- タハーン・プラーン 第23連隊本部 1部隊
- 国境警備義勇隊（กองอาสารักษาดินแดน） カンタララック郡 第9部隊 1中隊－内務省管轄
- 民間危機対応ボランティアセンター カンタララック郡本部